# Fernando Reis Luís
Fernando Reis Luís (Monchique, 22 de Janeiro de 1945 - 19 de Setembro de 2021), foi um político, professor, escritor e bancário português.

## Biografia
Nasceu na vila de Monchique, em 22 de Janeiro de 1945. Licenciou-se em gestão bancária.
A sua profissão principal era como bancário, tendo igualmente trabalhado como professor e dirigente associativo, tendo sido responsável pela fundação de várias instituições no concelho, nos campos do desporto, da cultura, bombeiros e política. Era igualmente o representante da Confraria do Medronho de Monchique. Também foi delegado distrital da Protecção Civil, e fez parte da equipa do Governo Civil.
Destacou-se igualmente como escritor, tendo começado a publicar contos e poemas ainda durante a juventude, no Juvenil suplemento do Diário de Lisboa. Também colaborou noutros jornais e revistas, como o jornal Barlavento e as revistas Florestas, Prevenir e Protecção Civil, tendo também sido correspondente do Diário de Notícias. Também desenvolveu várias iniciativas para a promoção dos escritores de poesia, como a Confraria dos Poetas Algarvios. As suas obras contaram com a colaboração de vários pintores e outros artistas, incluindo António Carmo, Leandro Lamas, José Maria Oliveira e Igor Nunes Silva. Trabalhos seus foram reunidos na antologia poética O Trabalho, e nas colectâneas Terra Luz, Palavras de Liberdade, Mesturas, Homenagem a Manuel Maria e O Cancro: El, Eu e Nós e na Antologia de Contos do Algarve.
Exerceu como presidente da Assembleia Municipal de Monchique durante cerca de 31 anos, desde 1982 até 2013. Também foi deputado à Assembleia da República, durante a primeira e segunda legislaturas, tendo sido eleito pelo círculo de Faro. Durante a sua carreira política, foi sempre membro do Partido Socialista.
Faleceu em 19 de Setembro de 2021, aos 76 anos de idade, devido a uma doença prolongada. O funeral teve lugar no dia seguinte, na Igreja Matriz. Na sequência da sua morte, a autarquia decretou dois dias de luto municipal, tendo sido recordado pelo presidente da Câmara Municipal, Rui André, como «um cidadão com forte intervenção ao longo da sua vida no concelho de Monchique».

## Obras publicadas
- Teia
- A Seiva das Palavras
- Nos Socalcos da Serra
- Marés & Maresias
- Trezentos e Trinta e Três Tercetos
- Ipsis Verbis
- Alquimia das Metáforas
- Sombras no Chão